# Valentin Carvalho
Valentin Carvalho, né vers 1559 à Lisbonne, au Portugal, et décédé en 1631 à Goa (Inde), est un prêtre jésuite portugais, missionnaire au Japon et à Macao : Il envoya les premiers missionnaires jésuites au Vietnam.

## Biographie
Valentin est élève des Jésuites à Lisbonne avant d'entrer dans la Compagnie de Jésus : il commence son noviciat à Évora le 4 décembre 1576. Pendant les sept ou huit ans (probablement de 1582 à 1590) qu'il passe à Coimbra, il enseigne la grammaire et les humanités au Collège des Arts tout en étudiant lui-même la théologie. Il est ordonné prêtre en 1590. De 1590 à son départ pour l’Extrême-Orient (3 mars 1594) il enseigne la philosophie au Collège Saint-Antoine à Lisbonne jusqu'à peu de temps avant son départ de Lisbonne.

### Missionnaire au Japon
Accompagnant l'évêque Luís Cerqueira le père Carvalho arrive à Macao le 7 août 1595. Il y enseigne la théologie et est préfet des études au collège Saint-Paul (Macao) jusqu'à son départ pour le Japon, où il arrive le 5 août 1598 avec le même Cerqueira, un peu plus d'un mois avant la mort de Toyotomi Hideyoshi.
En septembre, Carvalho participe à l’importante consultation de Mgr Cerqueira sur l'esclavage, au cours de laquelle l'invasion de la Corée fut également jugée illégale. En novembre, il assiste au synode diocésain de Nagasaki et, en 1599, avec Cerqueira et le visiteur Alessandro Valignano, il se retire dans les îles Amakusa en raison de l'insécurité de la transition politique. En août 1600, il retourne avec Cerqueira à Nagasaki et, sur mandat du nouveau vice-provincial Francesco Pasio, il rédige (février 1601) un supplément à la 'lettre annuelle' habituelle, qu’il emporta à Macao, où il fut recteur (1601-1608) du collège. C’est un document important sur les débuts du christianisme au Japon.
Après son mandat comme recteur à Macao Carvalho retourne au Japon (mai 1609) où il est Supérieur provincial des Jésuites à partir de septembre 1611, En 1612, il doit faire face aux persécutions de Tokugawa Hidetada qui, de sa nouvelle capitale Edo (aujourd'hui Tokyo), se répandent dans d'autres régions, notamment à Arima, et aboutiront à l'édit final d'expulsion de Hidetada en 1614, contresigné par son père Tokugawa Ieyasu.
Il y demeure jusqu'à l'expulsion de tous les missionnaires chrétiens de l'île, qui eut lieu la même année. Ainsi, en novembre, Carvalho revient avec ses confrères jésuites expulsés vers Manille (Philippines) et Macao sans pouvoir réaliser son projet de changer de navire en haute mer pour revenir secrètement en terre japonaise...

### En exil à Macao
En tant que provincial en exil, il se préoccupe toujours de la mission japonaise et y envoie clandestinement (1615) plusieurs jésuites. La même année, il commence la mission japonaise en Cochinchine (aujourd'hui le Vietnam) et, en 1616, au Cambodge, d'abord pour s'occuper des chrétiens japonais qui avaient fui ou s'étaient installés avant la persécution, mission s’étendant ensuite auprès des Vietnamiens. Ce sont les pères Jacques Carvalho et Francesco Buzomi qui seront désignés pour cette première mission cochinchinoise (1615).
Étant donné la situation au Japon son mandat de provincial est prolongé au delà de son terme (septembre 1617) par le Visiteur Francisco Vieira jusqu'à la nomination d’un successeur, Mateus de Couros. Le père Carvalho reste à Macao jusqu'à la fin de 1625.

### Retour à Goa
Au début de 1626 il retourne en Inde pour participer à la IVe Congrégation provinciale (1626), à Goa. Il y meurt quelques années après (1631).

## Figure controversée
La figure de Carvalho apparaît quelque peu controversée dans les documents. À la mort de l’évêque Luis Cerqueira (16 février 1614), Carvalho fut élu vicaire épiscopal et administrateur du diocèse, mais plusieurs prêtres diocésains, unis aux Franciscains, lui refusèrent obédience et, nommèrent pour leur propre compte le Franciscain Pedro Bautista OFM comme vicaire épiscopal, allant jusqu’à interdire aux chrétiens japonais d'obéir à Carvalho. L'intervention du primat des Indes (Goa) et de l'archevêque de Manille fut nécessaire, qui résolut le schisme latent en confirmant l'élection de Carvalho (20 mars 1616). De son côté, le Saint-Siège décrète qu'à l'avenir, le provincial jésuite du Japon sera ipso facto administrateur apostolique en cas de vacance.
On lui reprocha également d'être imprudent, de se lancer dans la construction de grands bâtiments au Japon et à Macao, malgré la situation financière précaire et les risques imminents d’expulsion. Son renvoi de certains dojukus provoqua le départ d'autres et l'émoi de ses confrères jésuites. En ce qui concerne la mission chinoise, son interdiction de l'apostolat scientifique des missionnaires à Nankin et Beijing ne fut pas bien accueillie non plus. Des plaintes privées l’accusent d’être désagréable avec ceux de l’extérieur et de la maison ; ses relations étaient difficiles avec les évêques et les autorités. Il a la réputation parmi les Japonais de ne pas aimer leur pays.
Malgré ces critiques et d'autres, y compris des accusations d'infidélité au vœu de chasteté qui se sont avérées fausses, Carvalho termina son supériorat, dans des circonstances très difficiles, avec un bilan indubitablement positif.

## Écrit
- Valentin Carvalho est connu pour son rapport sur la situation du Japon qu'il rendit en 1600 au lendemain des agitations politiques qui survinrent dans le pays après la grande bataille de Sekigahara. Il est par ailleurs l'auteur d'une Apologie de la mission au Japon écrite en 1617[1].

## Source
- J. Ruiz de Medina: article Carvalho, Valentin, dans Diccionario historico de la Compañia de Jesús, vol.I, Roma, IHSI, 2001.